# Адвокат диявола
«Адвокат диявола» — це також назва фільму 1997 року з Кіану Рівзом та Аль Пачіно у головних ролях.
Адвока́т дия́вола (лат. advocatus diaboli) — неофіційна назва посади інституту канонізації та беатифікації католицької церкви. Офіційно посада називалася зміцнювач віри (лат. promotor fidei). Її впровадив Папа Сикст V (1587), а офіційно скасував 1983 року Іван Павло II.
Функція адвоката диявола полягала у зібранні всіх можливих аргументів, що могли б завадити канонізації чи беатифікації праведника, яка відбувалася лише тоді, коли зміцнювач віри не знаходив достатньо важливих аргументів для скасування процедури.
До 1983 жоден акт канонізації чи беатифікації не визнавали законним за відсутності адвоката диявола.
Нині термін часто застосовується для визначення людей, що захищають позицію, якої самі не дотримуються: іноді роблять це просто для того, щоб собі посперечатись; іноді — щоб виявити можливі логічні недоліки власної позиції чи довести власну позицію «від протилежного».
Офіційна особа, що виконувала протилежну функцію (тобто захист), називалась захисник Бога (лат. advocatus Dei) або захист «наперед винного»
Термін advocatus diaboli достеменніше перекладається українською як захисник диявола.